# Grand orgue de l'église Saint-Sulpice
Le grand orgue de l'église Saint-Sulpice est l'orgue situé en tribune en fond de nef, à l'intérieur de l'église Saint-Sulpice, dans le sixième arrondissement de Paris. Il est en particulier l'œuvre du facteur d'orgue français, Aristide Cavaillé-Coll, dont il est le plus grand instrument.
À l’époque de sa construction, au XVIIIe siècle, l’orgue de Saint-Sulpice était le deuxième plus grand orgue de France, après celui de la basilique Saint-Martin de Tours[réf. nécessaire]. Il est en 2024, par le nombre de jeux, le quatrième plus grand orgue de France, derrière celui de la cathédrale Notre-Dame de Paris (115 V/P), celui de l'église Saint-Vincent-de-Paul de Marseille (105 V/P)[réf. nécessaire] et celui de la basilique cathédrale Notre-Dame-de-la-Treille de Lille (104 IV/P). Toutefois, le Grand orgue de l'église Saint-Eustache (101 V/P) le surpasse en taille (10 × 18 m) et en nombre de tuyaux (7952).
Il est l'un des deux orgues de l'église, l'autre étant dans le chœur.

## Histoire

### Orgues anciens et projet avorté

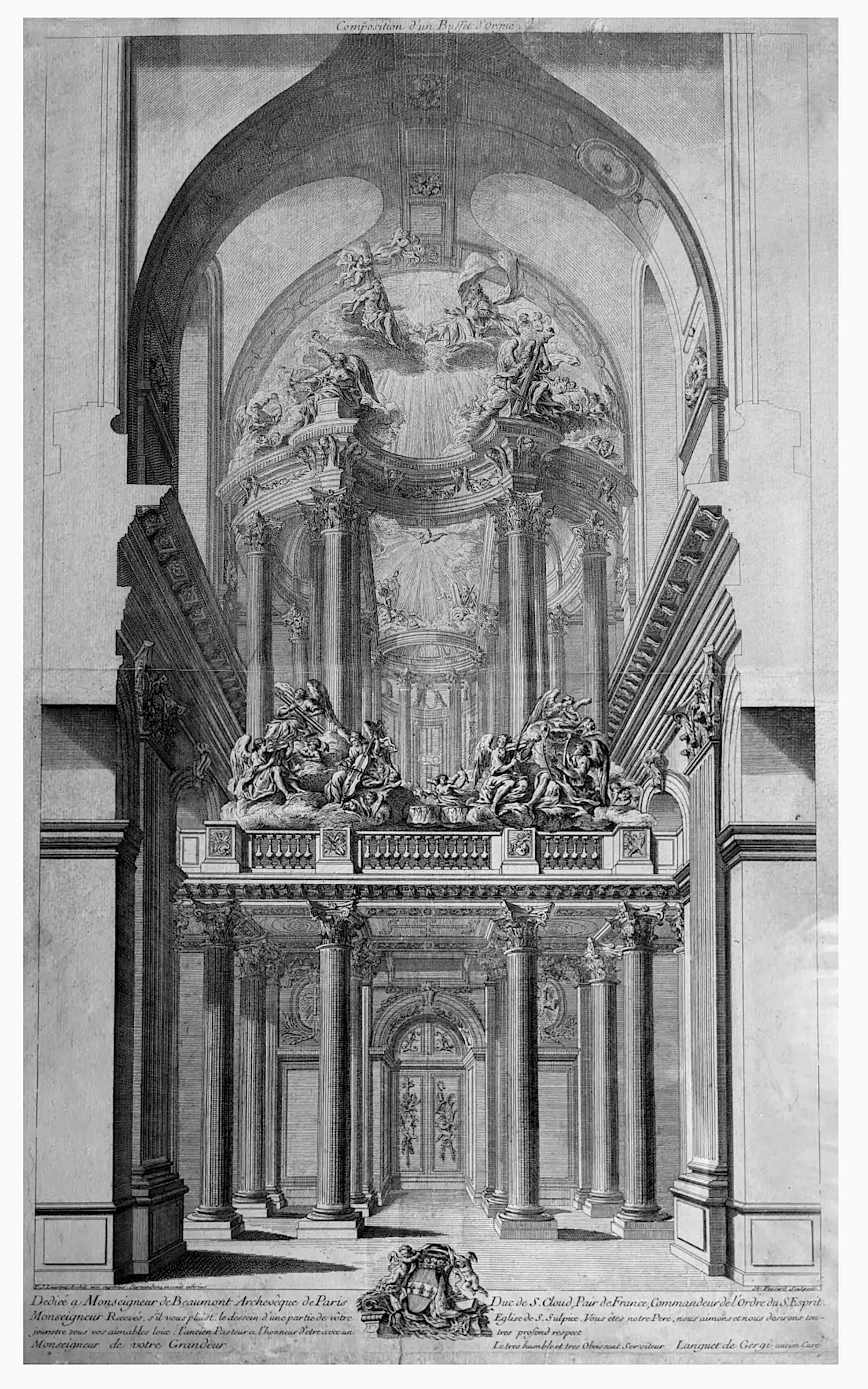
Proposition d'un buffet d’orgue sans tuyaux apparents par l' abbé Languet de Gergy.

En 1748, juste avant de quitter ses fonctions dans la paroisse de Saint-Sulpice pour devenir abbé de  Notre-Dame de Bernay pour la dernière année de sa vie, Jean-Baptiste Languet de Gergy demande aux architectes Louis-Jean Laurent (partie supérieure, pour l’emplacement de l’orgue) et Giovanni Niccolò Servandoni (partie inférieure, pour la tribune) un projet de buffet d’orgue sans tuyaux apparents. La gravure est alors exécutée par Étienne Fessard. Cette « invention toute nouvelle » fut aussitôt relatée au Mercure de France qui eut le mérite de diffuser largement l’idée.
Christian Lutz fait remarquer que « Le projet de Saint-Sulpice présente d’indéniables parentés avec  celui de l’église Saint-Jacques de Lunéville », parfaitement contemporain à la gravure commanditée par l’abbé. Il faudra attendre presque trente ans pour que naisse un autre projet, cette fois poussée à son terme. Mais ce sera, alors, devenu l’époque où l’ Académie Royale des Sciences, et sa publication-phare de la Descriptions des arts et métiers, est en pleine effervescence. Et, avec elle, un rationalisme qui a déjà perdu le goût des représentations finalement jugées puériles à force de se projeter séraphiques. Ainsi, tant Dom Bédos de Celles qu’André-Jacob Roubo critiquent avec force analyses circonstanciées ce qu’ils décrivent tous deux comme manquant de vraisemblance autant que de raison.

### L’orgue de François-Henri Clicquot

Dessin du buffet par Jean-François Chalgrin annexé au devis du 17 avril 1776.

Le grand orgue fut construit par François-Henri Clicquot entre 1776 et 1781 derrière un buffet original de style Louis XVI dessiné par l’architecte Jean-François Chalgrin, avec des sculptures de  Clodion (figures) et  Duret (sculpture d’ornement). L’architecture n’est alors plus à l’esprit des Laurent ou Servandoni ; les goûts et la mode ont changé au profit d’une simplification du propos architectural.

### De Clicquot à Cavaillé-Coll

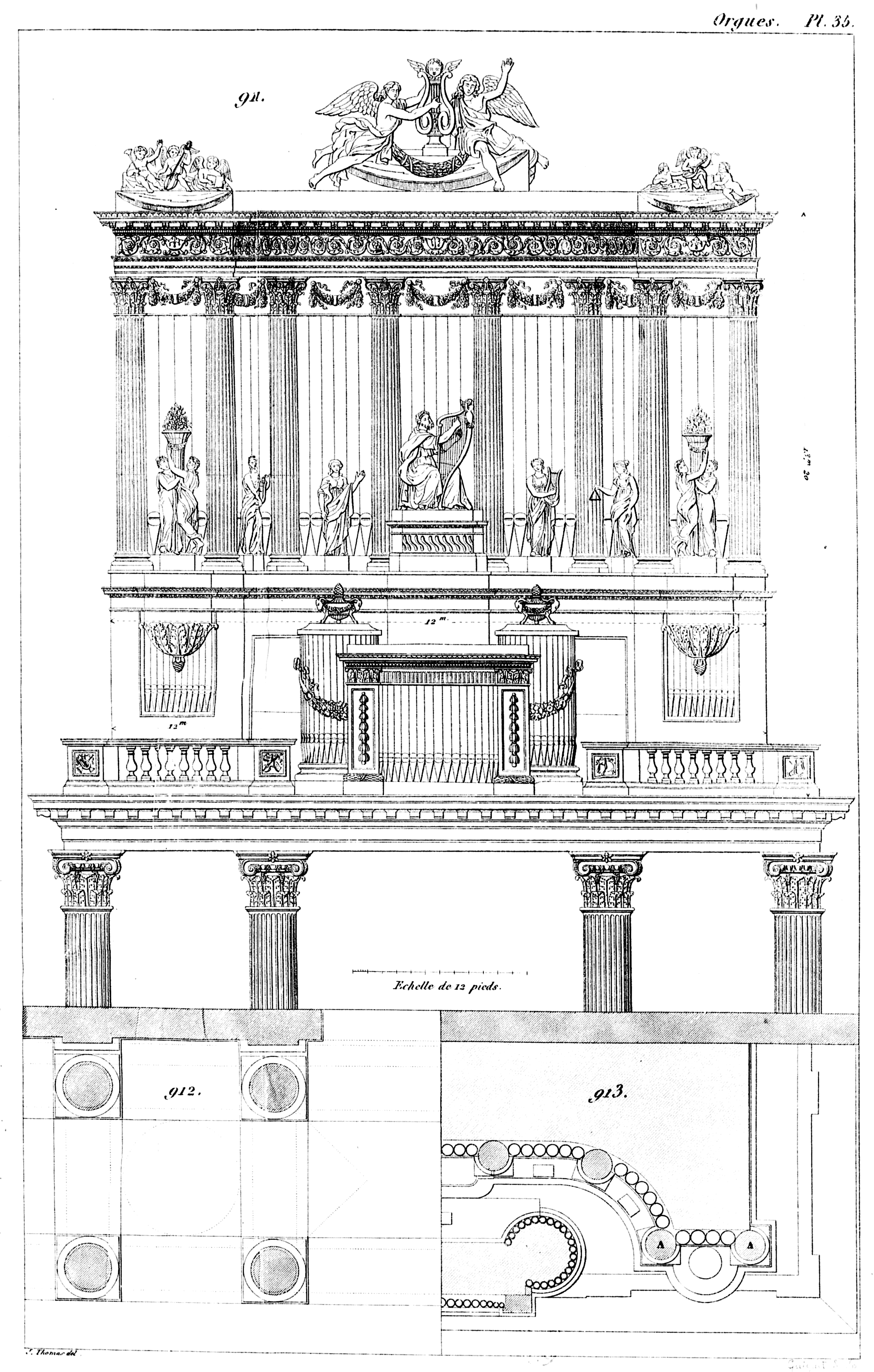
Dessin du buffet par Marie-Pierre Hamel, 1849.

1834 – 1846 : restauration et modifications par Daublaine-Callinet.
1845 et 1854 : modifications et agrandissement par la maison Ducroquet.

### L’orgue d’Aristide Cavaillé-Coll
L’instrument fut reconstruit entre 1857 et 1862 par Aristide Cavaillé-Coll en réutilisant ce que ses prédécesseurs avaient conservé de l’orgue de Clicquot. Il s’agit du plus grand instrument signé par Cavaillé-Coll.

### Après Cavaillé-Coll

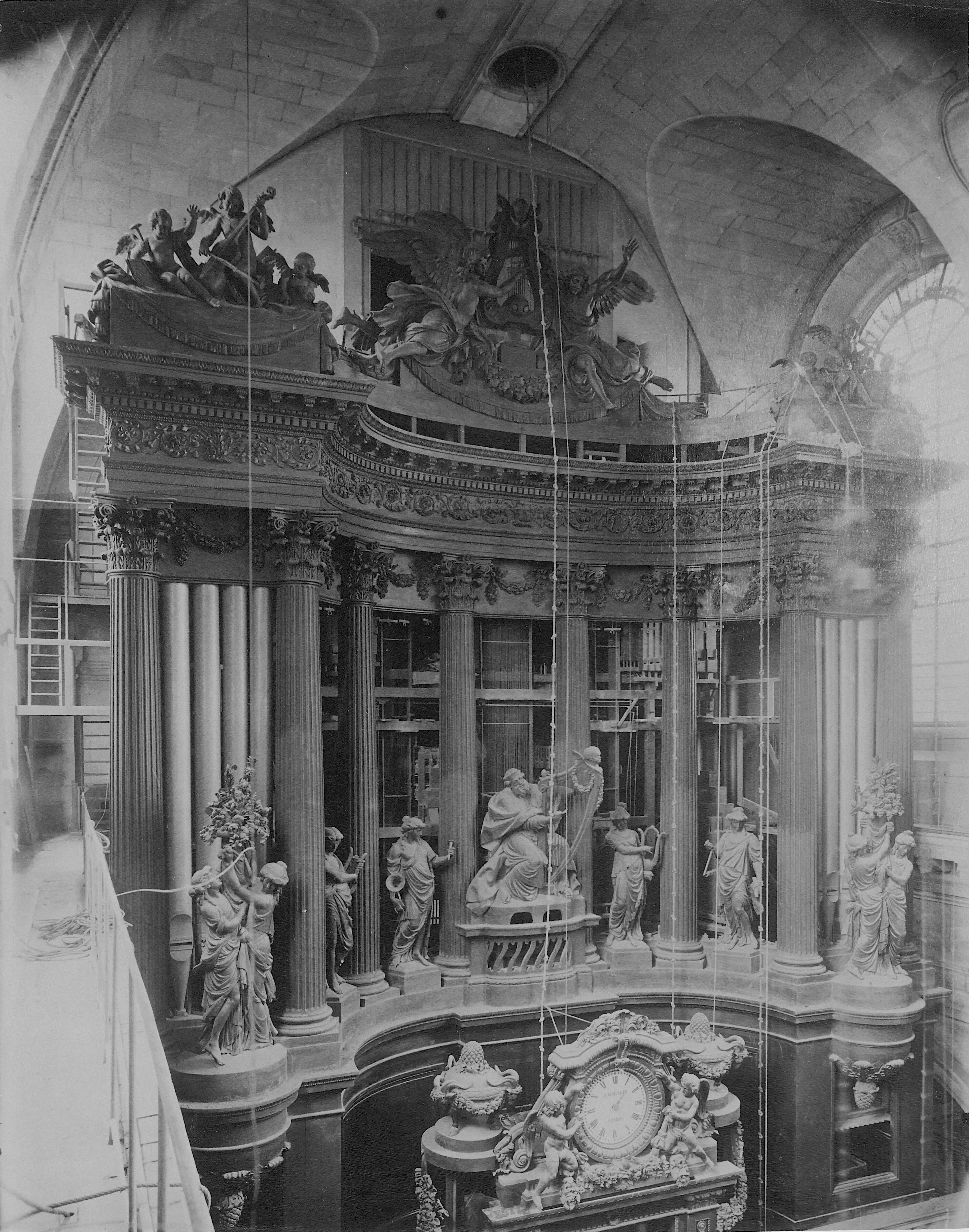
Travaux effectués sur l'orgue, probablement en 1903.

1903 : à la demande de Charles-Marie Widor, modifications et ajouts par la maison Mutin-Cavaillé-Coll.
1934 : relevage par la « Société Cavaillé–Coll ».
1989 – 1991 : restauration par la manufacture Jean Renaud de Nantes.

## L'orgue actuel

### Composition
| I - Grand-Chœur 13 jeux - C1–G5 - 56 notes.                                         |                   |          |       |
| 1.                                                                                  | Salicional        | 8’       | C1‑G5 |
| 2.                                                                                  | Octave            | 4’       | C1‑G5 |
| 3.                                                                                  | Fourniture        | IV rangs | C1‑G5 |
| 4.                                                                                  | Plein-Jeu         | IV rangs | C1‑G5 |
| 5.                                                                                  | Cymbale           | VI rangs | C1‑G5 |
| 6.                                                                                  | Cornet            | V rangs  | D3‑G5 |
| 7.                                                                                  | Clairon-Doublette | 2’       | C1‑G5 |
| 8.                                                                                  | Bombarde          | 16’      | C1‑G5 |
| 9.                                                                                  | Basson            | 16’      | C1‑G5 |
| 10.                                                                                 | 1re Trompette     | 8’       | C1‑G5 |
| 11.                                                                                 | 2e Trompette      | 8’       | C1‑G5 |
| 12.                                                                                 | Basson            | 8’       | C1‑G5 |
| 13.                                                                                 | Clairon           | 4’       | C1‑G5 |
| ● (II / I) ― (III / I) ― (IV / I) ― (V / I). ● Octaves graves. ● Appel Grand-Chœur. |                   |          |       |
|                                                                                     |                   |          |       |

| IV - Récit Expressif 21 jeux - C1–G5 - 56 notes.                             |                  |          |       |
| Laye de fonds                                                                |                  |          |       |
| 47.                                                                          | Quintaton        | 16’      | C1‑G5 |
| 48.                                                                          | Diapason         | 8’       | C1‑G5 |
| 49.                                                                          | Violoncelle      | 8’       | C1‑G5 |
| 50.                                                                          | Voix Céleste     | 8’       | C2‑G5 |
| 51.                                                                          | Bourdon          | 8’       | C1‑G5 |
| 52.                                                                          | Prestant         | 4’       | C1‑G5 |
| 53.                                                                          | Doublette        | 2’       | C1‑G5 |
| 54.                                                                          | Fourniture       | V rangs  | C1‑G5 |
| 55.                                                                          | Cymbale          | IV rangs | C1‑G5 |
| 56.                                                                          | Basson-Hautbois  | 8’       | C1‑G5 |
| 57.                                                                          | Cromorne         | 8’       | C1‑G5 |
| 58.                                                                          | Voix humaine     | 8’       | C1‑G5 |
| Laye de combinaisons                                                         |                  |          |       |
| 59.                                                                          | Flûte harmonique | 8’       | C1‑G5 |
| 60.                                                                          | Flûte octaviante | 4’       | C1‑G5 |
| 61.                                                                          | Dulciane         | 4’       | C1‑G5 |
| 62.                                                                          | Nasard           | 2’2/3    | C1‑G5 |
| 63.                                                                          | Octavin          | 2’       | C1‑G5 |
| 64.                                                                          | Cornet           | V rangs  | C3‑G5 |
| 65.                                                                          | Bombarde         | 16’      | C1‑G5 |
| 66.                                                                          | Trompette        | 8’       | C1‑G5 |
| 67.                                                                          | Clairon          | 4’       | C1‑G5 |
| ● Trémolo. ● Octaves graves. ● Expression par cuillère à droite du pédalier. |                  |          |       |
|                                                                              |                  |          |       |

| II - Grand-Orgue 13 jeux - C1–G5 - 56 notes. |                   |       |       |
| 14.                                          | Montre            | 16’   | C1‑G5 |
| 15.                                          | Principal         | 16’   | D3‑G5 |
| 16.                                          | Bourdon           | 16’   | C1‑G5 |
| 17.                                          | Flûte conique     | 16’   | D3‑G5 |
| 18.                                          | Bourdon           | 8’    | C1‑G5 |
| 19.                                          | Montre            | 8’    | C1‑G5 |
| 20.                                          | Diapason          | 8’    | C1‑G5 |
| 21.                                          | Flûte Harmonique  | 8’    | C1‑G5 |
| 22.                                          | Flûte Traversière | 8’    | C1‑G5 |
| 23.                                          | Flûte à pavillon  | 8’    | C1‑G5 |
| 24.                                          | Grosse Quinte     | 5’1/3 | C1‑G5 |
| 25.                                          | Prestant          | 4’    | C1‑G5 |
| 26.                                          | Doublette         | 2’    | C1‑G5 |
| ● (I / II). ● Octaves graves.                |                   |       |       |
|                                              |                   |       |       |

| V - Solo-Bombarde 21 jeux - C1–G5 - 56 notes.         |                                   |         |       |
| Laye de fonds                                         |                                   |         |       |
| 68.                                                   | Bourdon                           | 16’     | C1‑G5 |
| 69.                                                   | Flûte conique                     | 16’     | C3‑G5 |
| 70.                                                   | Principal                         | 8’      | C1‑G5 |
| 71.                                                   | Bourdon                           | 8’      | C1‑G5 |
| 72.                                                   | Flûte harmonique                  | 8’      | C1‑G5 |
| 73.                                                   | Violoncelle                       | 8’      | C1‑G5 |
| 74.                                                   | Gambe                             | 8’      | C1‑G5 |
| 75.                                                   | Kéraulophone                      | 8’      | C1‑G5 |
| 76.                                                   | Prestant                          | 4’      | C1‑G5 |
| 77.                                                   | Flûte octaviante                  | 4’      | C1‑G5 |
| 78.                                                   | Trompette harmonique (en chamade) | 8’      | C1‑G5 |
| Laye de combinaisons                                  |                                   |         |       |
| 79.                                                   | Octave                            | 4’      | C1‑G5 |
| 80.                                                   | Grosse Quinte                     | 5’1/3   | C1‑G5 |
| 81.                                                   | Grosse Tierce                     | 3’1/5   | C1‑G5 |
| 82.                                                   | Quinte                            | 2’2/3   | C1‑G5 |
| 83.                                                   | Septième                          | 2’2/7   | C1‑G5 |
| 84.                                                   | Octavin                           | 2’      | C1‑G5 |
| 85.                                                   | Cornet                            | V rangs | C3‑G5 |
| 86.                                                   | Bombarde                          | 16’     | C1‑G5 |
| 87.                                                   | Trompette                         | 8’      | C1‑G5 |
| 88.                                                   | Clairon                           | 4’      | C1‑G5 |
| ● Octaves graves. ● Appel Trompette à forte pression. |                                   |         |       |
|                                                       |                                   |         |       |

| III - Positif 20 jeux - C1–G5 - 56 notes. |                      |              |       |
| Laye de fonds                             |                      |              |       |
| 27.                                       | Violon-Basse         | 16’          | C1‑G5 |
| 28.                                       | Quintaton            | 16’          | C1‑G5 |
| 29.                                       | Salicional           | 8’           | C1‑G5 |
| 30.                                       | Viole de Gambe       | 8’           | C1‑G5 |
| 31.                                       | Unda Maris           | 8’           | C1‑G5 |
| 32.                                       | Quintaton            | 8’           | C1‑G5 |
| 33.                                       | Flûte traversière    | 8’           | C1‑G5 |
| 34.                                       | Flûte douce          | 4’           | C1‑G5 |
| 35.                                       | Flûte octaviante     | 4’           | C1‑G5 |
| 36.                                       | Dulciane             | 4’           | C1‑G5 |
| Laye de combinaisons                      |                      |              |       |
| 37.                                       | Quinte               | 2’2/3        | C1‑G5 |
| 38.                                       | Doublette            | 2’           | C1‑G5 |
| 39.                                       | Tierce               | 1’3/5        | C1‑G5 |
| 40.                                       | Larigot              | 1’1/3        | C1‑G5 |
| 41.                                       | Piccolo              | 1’           | C1‑G5 |
| 42.                                       | Plein-Jeu harmonique | III-VI rangs | C1‑G5 |
| 43.                                       | Basson               | 16’          | C1‑G5 |
| 44.                                       | Baryton              | 8’           | C1‑G5 |
| 45.                                       | Trompette            | 8’           | C1‑G5 |
| 46.                                       | Clairon              | 4’           | C1‑G5 |
| ● (IV / III). ● Octaves graves.           |                      |              |       |
|                                           |                      |              |       |

| VI - Pédale 14 jeux - C1–F3 - 30 notes. |                 |     |       |
| Laye de fonds                           |                 |     |       |
| 89.                                     | Principal-Basse | 32’ | C1‑F3 |
| 90.                                     | Principal       | 16’ | C3‑F3 |
| 91.                                     | Contrebasse     | 16’ | C1‑F3 |
| 92.                                     | Soubasse        | 16’ | C1‑F3 |
| 93.                                     | Violoncelle     | 8’  | C1‑F3 |
| 94.                                     | Principal       | 8’  | C1‑F3 |
| 95.                                     | Flûte           | 8’  | C1‑F3 |
| 96.                                     | Flûte           | 4’  | C1‑F3 |
| Laye de combinaisons                    |                 |     |       |
| 97.                                     | Contre-Bombarde | 32’ | C1‑F3 |
| 98.                                     | Bombarde        | 16’ | C1‑F3 |
| 99.                                     | Basson          | 16’ | C1‑F3 |
| 100.                                    | Trompette       | 8’  | C1‑F3 |
| 101.                                    | Ophicléide      | 8’  | C1‑F3 |
| 102.                                    | Clairon         | 4’  | C1‑F3 |
| ● (I / P) ― (II / P) ― (IV / P).        |                 |     |       |
|                                         |                 |     |       |

Introduction pneumatique des registres.
Appel possible par tirants ; un par plan sonore.
Machine à grêle (dispositif inventé par A. Cavaillé-Coll à la demande de Lefébure-Wely), Rossignol.
Étendue précise et individuelle des jeux établie d'après le site web de l'AROSS.

### Console

Disposition contemporaine (2024) des jeux et des pédales à la console. Schéma interactif dérivé d’un plan de console manuscrit ancien.

La console est séparée, en avant du buffet, derrière la façade du Positif de dos, factice. L'organiste se trouve donc face au chœur. La disposition des jeux est faite en hémicycle avec le bloc des claviers au centre, surmonté par une plaque de la série « A. Cavaillé-Coll & Cie. », et encadré de deux quarts de cercle sur lesquels les tirants de jeux à porcelaines sont disposés par gradins.
|     | 1862             | 2024             |
| --- | ---------------- | ---------------- |
| V   | Récit expressif. | Solo / Bombarde. |
| IV  | Positif.         | Récit expressif. |
| III | Bombardes.       | Positif.         |
| II  | Grand Orgue.     | Grand Orgue.     |
| I   | Grand Chœur.     | Grand Chœur.     |

Autant le texte de Lissajous que le plan de console manuscrit ancien nous laisse voir un arrangement de l’ordre des claviers différent de l’actuel. Cela explique un agencement des tirants de registres répondant à une logique plus primitive, sachant qu’eux n’ont été que très peu modifiés. Dans cet instrument, c’est une des rares choses d’importance qui ne soit pas d’origine. De même, le clavier des « Bombardes » a été renommé par l’usage le clavier du « Solo », voire le clavier de « Solo / Bombarde ». La pédale (cuillère) d’appel du registre de la « Trompette harmonique à forte pression » est aussi un rajout postérieur à la re-création de 1862.

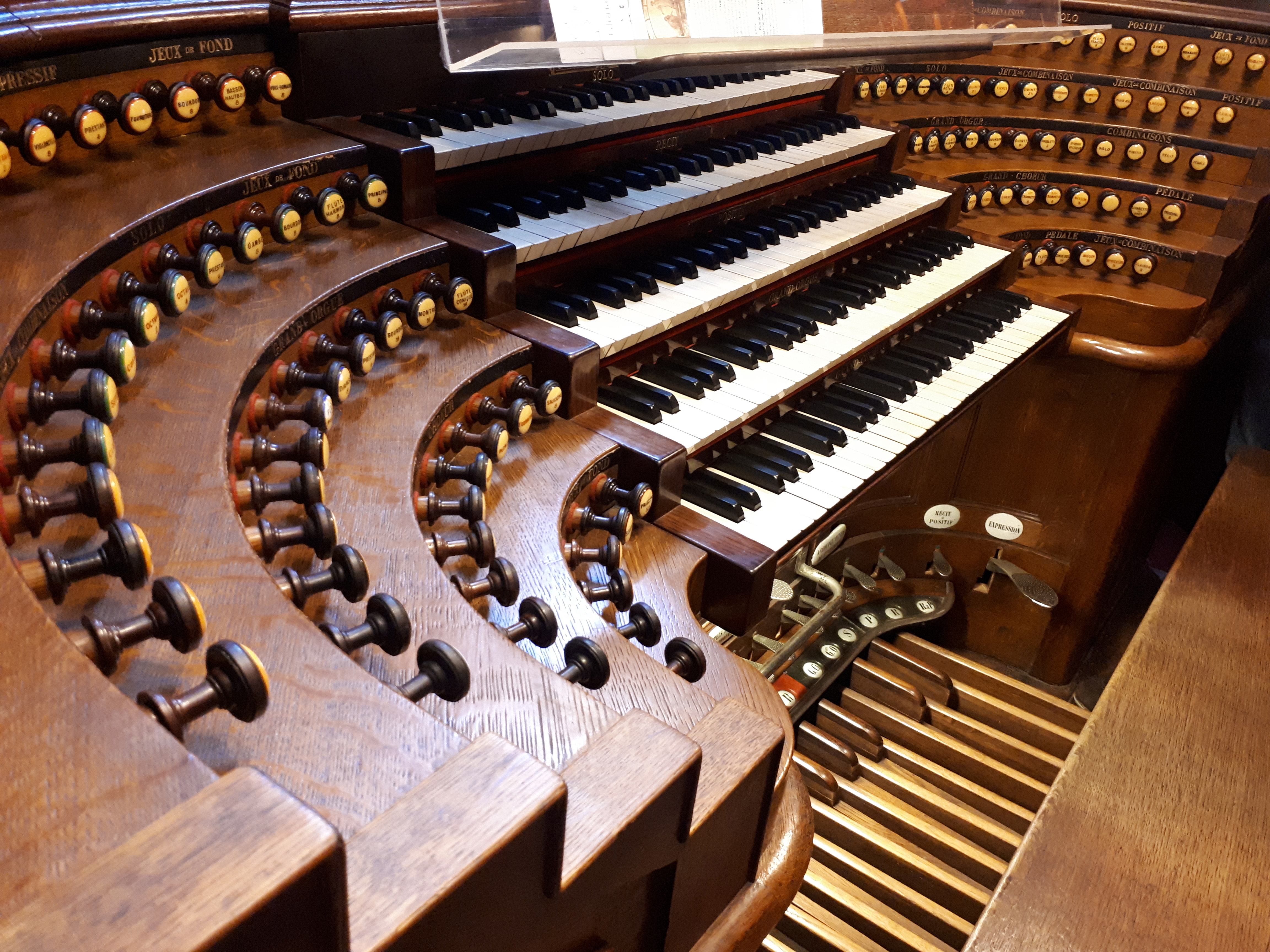
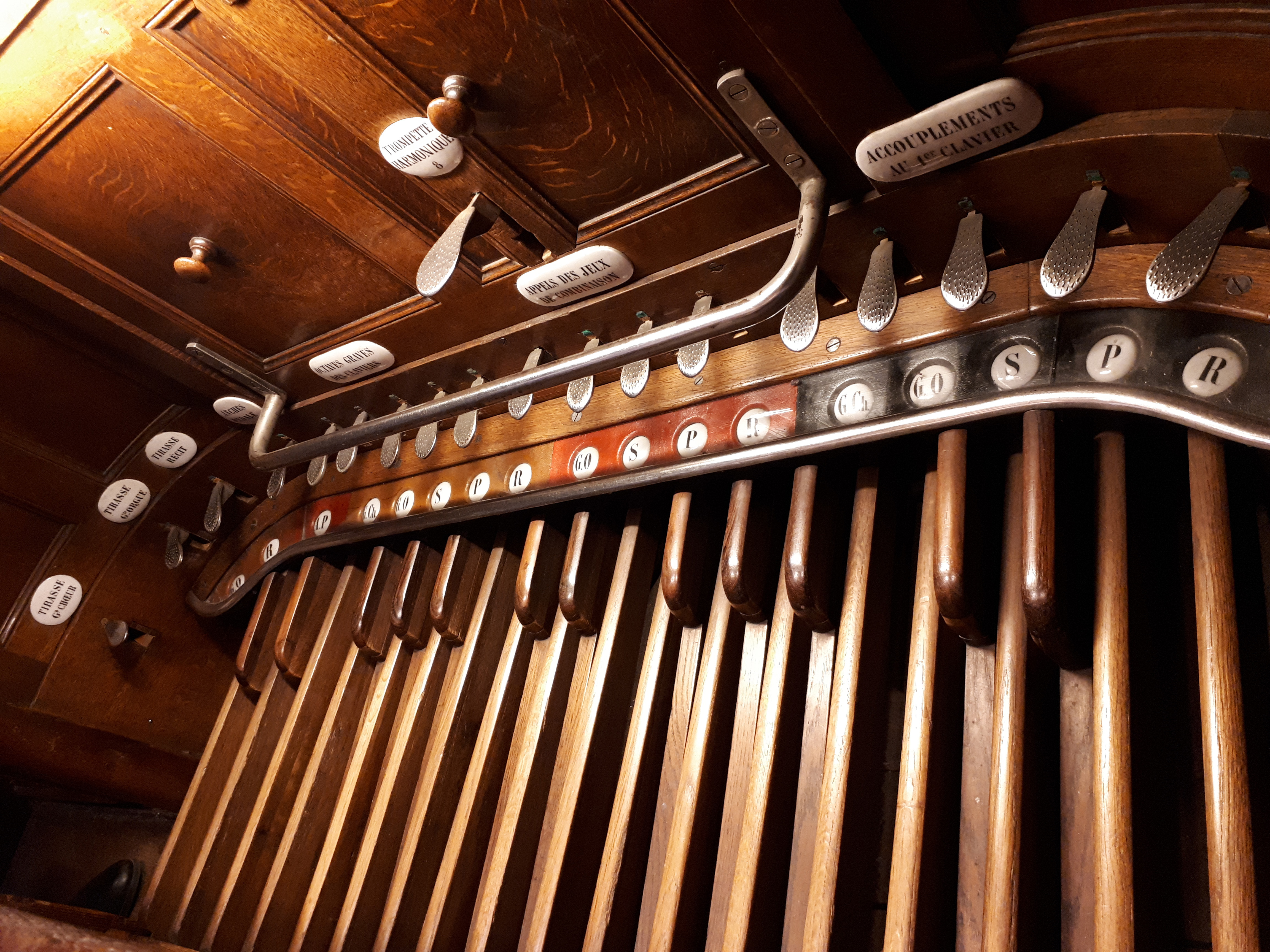
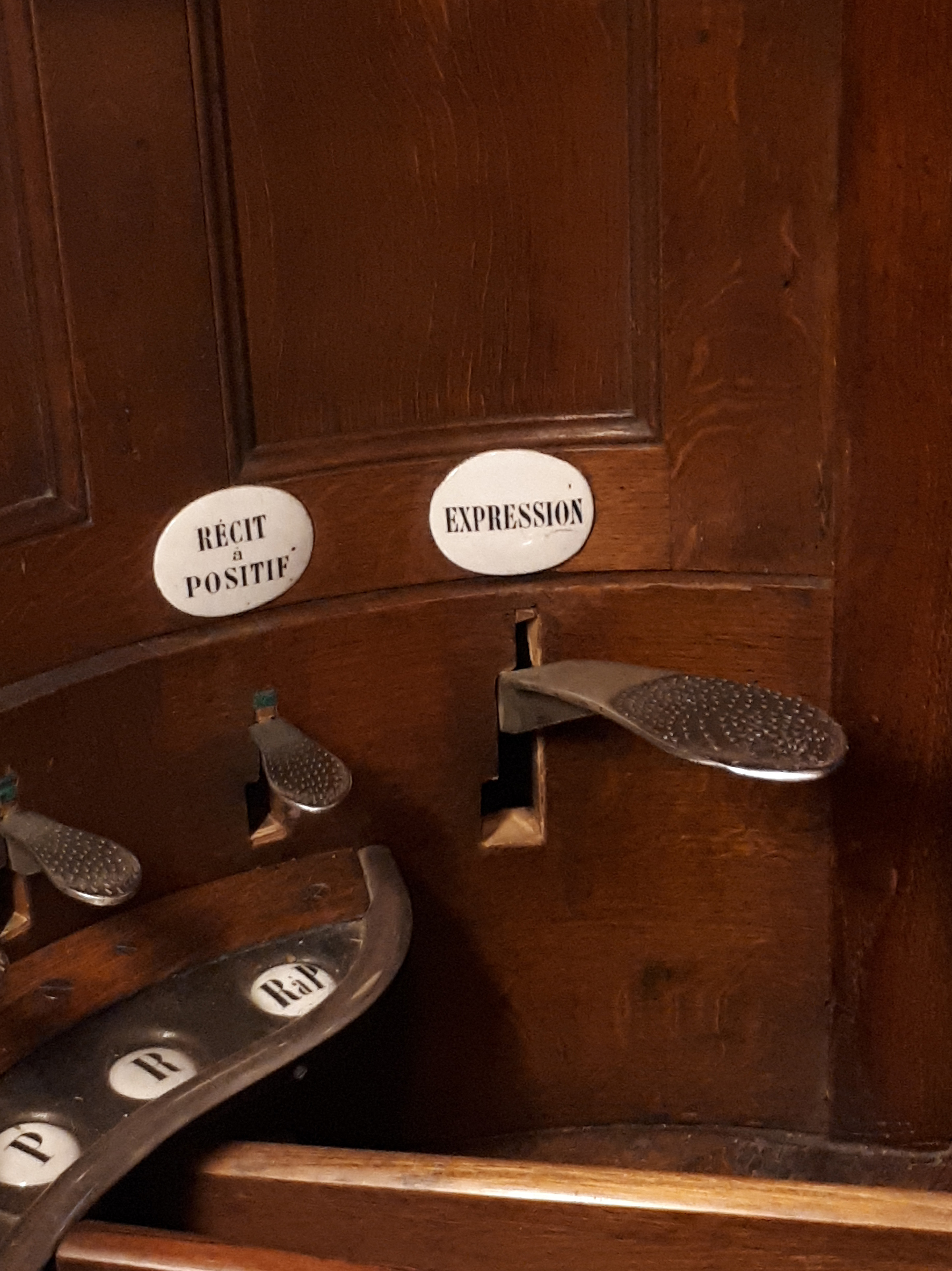

## Titulaires de l'instrument

### Anciens titulaires
- Nicolas Pescheur, jusqu'en 1603 ;
- Vincent Coppeau, de ~1618 à ~1651 ;
- Guillaume-Gabriel Nivers, de 1651 à 1702 ;
- J.-B. Totin, de 1702 à ~1714 ;
- Louis-Nicolas Clérambault, de 1715 à 1749 ;
- César François Clérambault, de 1749 à 1760 ;
- Évrard Dominique Clérambault, de 1761 à 1773 ;
- Claude-Étienne Luce, assistant de Evrard Dominique Clérambault de 1771 à 1773, puis titulaire de 1773 à 1783 ;
- Nicolas Séjan, de 1783 à 1819 ;
- Louis-Nicolas Séjan, de 1819 à 1849 ;
- Georges (Johann Georg Gerhard) Schmitt, de 1850 à 1863 ;
- Louis-James-Alfred Lefébure-Wely, de 1863 à 1869 ;
- Charles-Marie Widor, de 1870 à 1933 ;
- Marcel Dupré, de 1934 à 1971 ;
- Françoise Renet, organiste intérimaire de 1971 à 1973 ;
- Jean-Jacques Grünenwald, de 1973 à 1982 ;
- Françoise Renet, organiste intérimaire de 1982 à 1985 ;
- Daniel Roth, de 1985 à février 2023, titulaire émérite depuis.

### Suppléants
- Louis Vierne, de 1892 à 1900 ;
- Marcel Dupré, de 1906 à 1934 ;
- Jean-Jacques Grunenwald, 1936 à 1946 ;
- Marcel Lanquetuit, de 1939 à 1971 ;
- Jeanne Demessieux, de 1942 à 1946 ;
- Suzanne Chaisemartin, de 1947 à 1949 ;
- Pierre Cochereau, de 1950 à 1955 ;
- Rolande Falcinelli, de 1955 à 1965 ;
- Françoise Renet, de 1952 à 1985 ;
- Sophie-Véronique Cauchefer-Choplin, de 1985 à 1991 (titulaire adjointe de 1991 à 2023).

À la console de l’orgue de Saint-Sulpice.
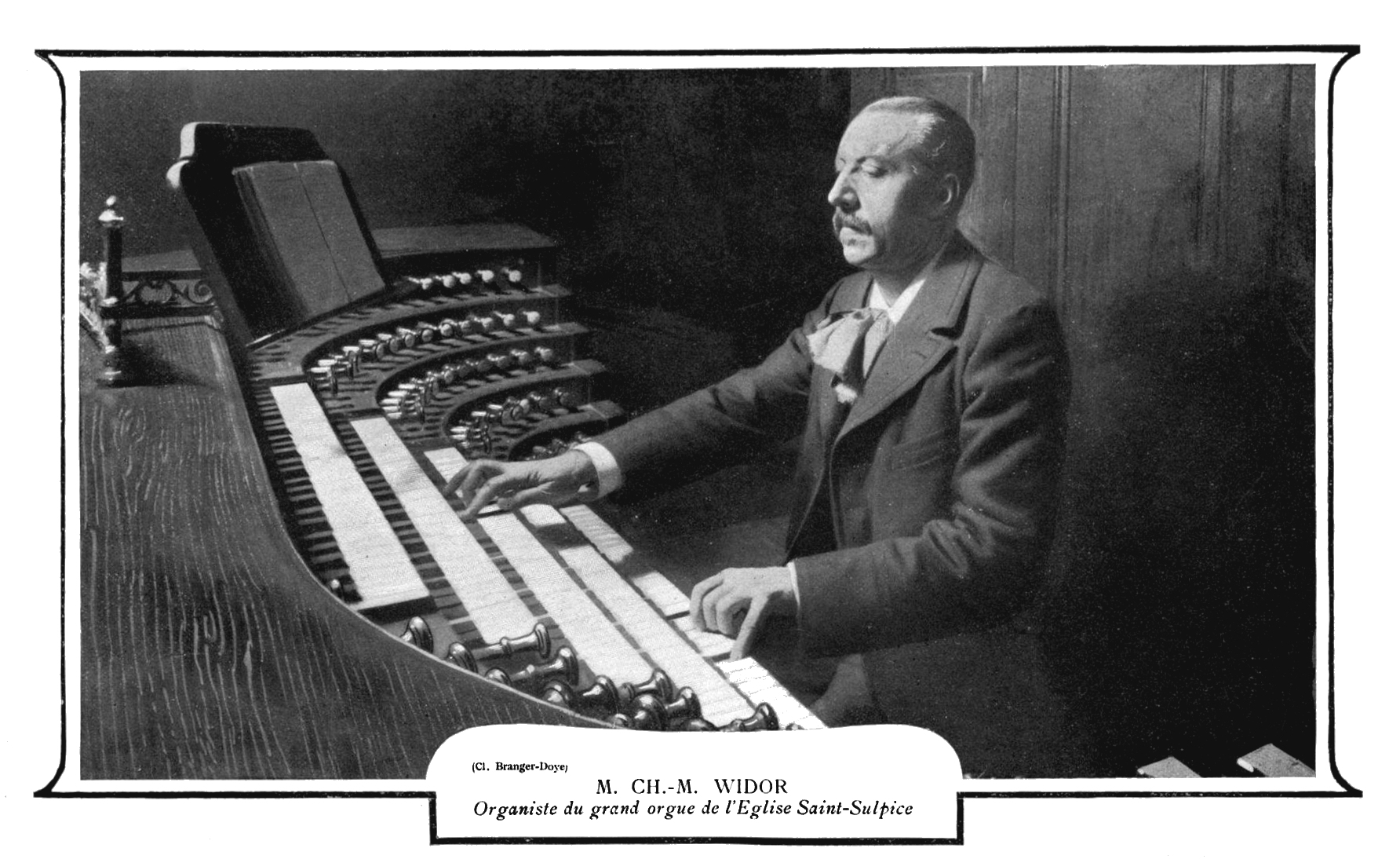
Charles-Marie Widor.
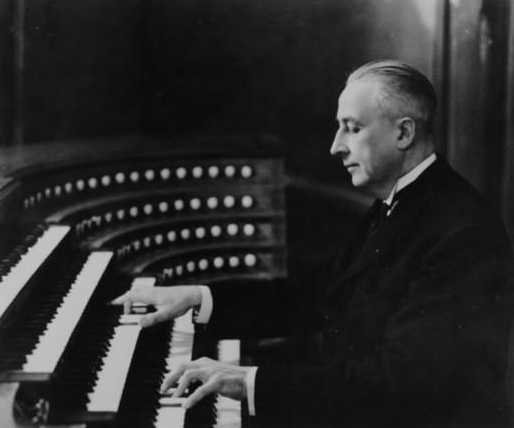
Marcel Dupré.
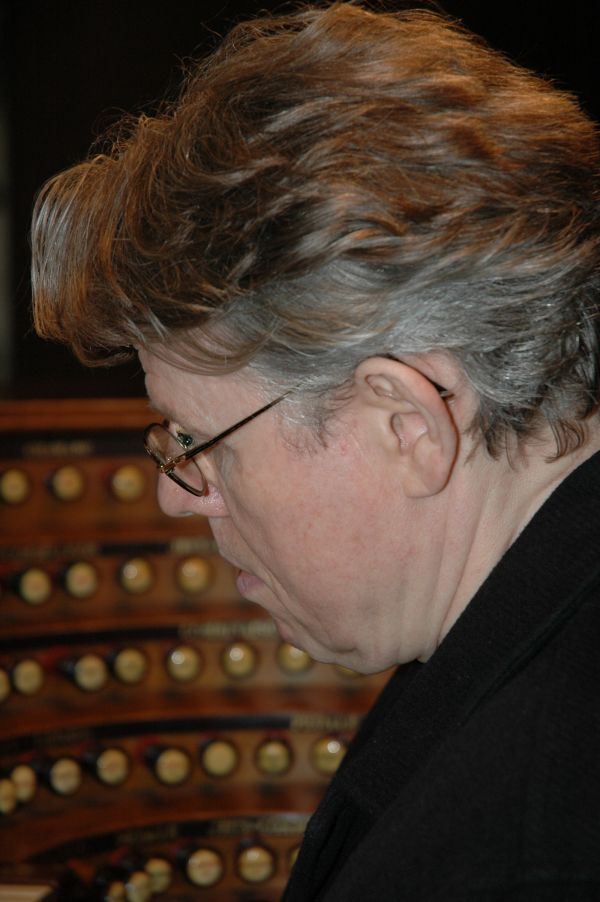
Daniel Roth.

### Titulaires actuels
- Sophie-Véronique Cauchefer-Choplin ;
- Karol Mossakowski.

## Rayonnement de l'instrument
De nombreux enregistrements sonores ont été réalisés sur cet instrument.
Une fois par mois, un concert est donné le dimanche après-midi.
L'association AROSS (Association pour le rayonnement des orgues Aristide Cavaillé-Coll de l’église Saint-Sulpice) s'occupe activement de la vie de l'instrument.

## Facture de l'instrument
La transmission mécanique des notes est assistée par sept machines Barker.

Plans manuscrits des ateliers de la manufacture.
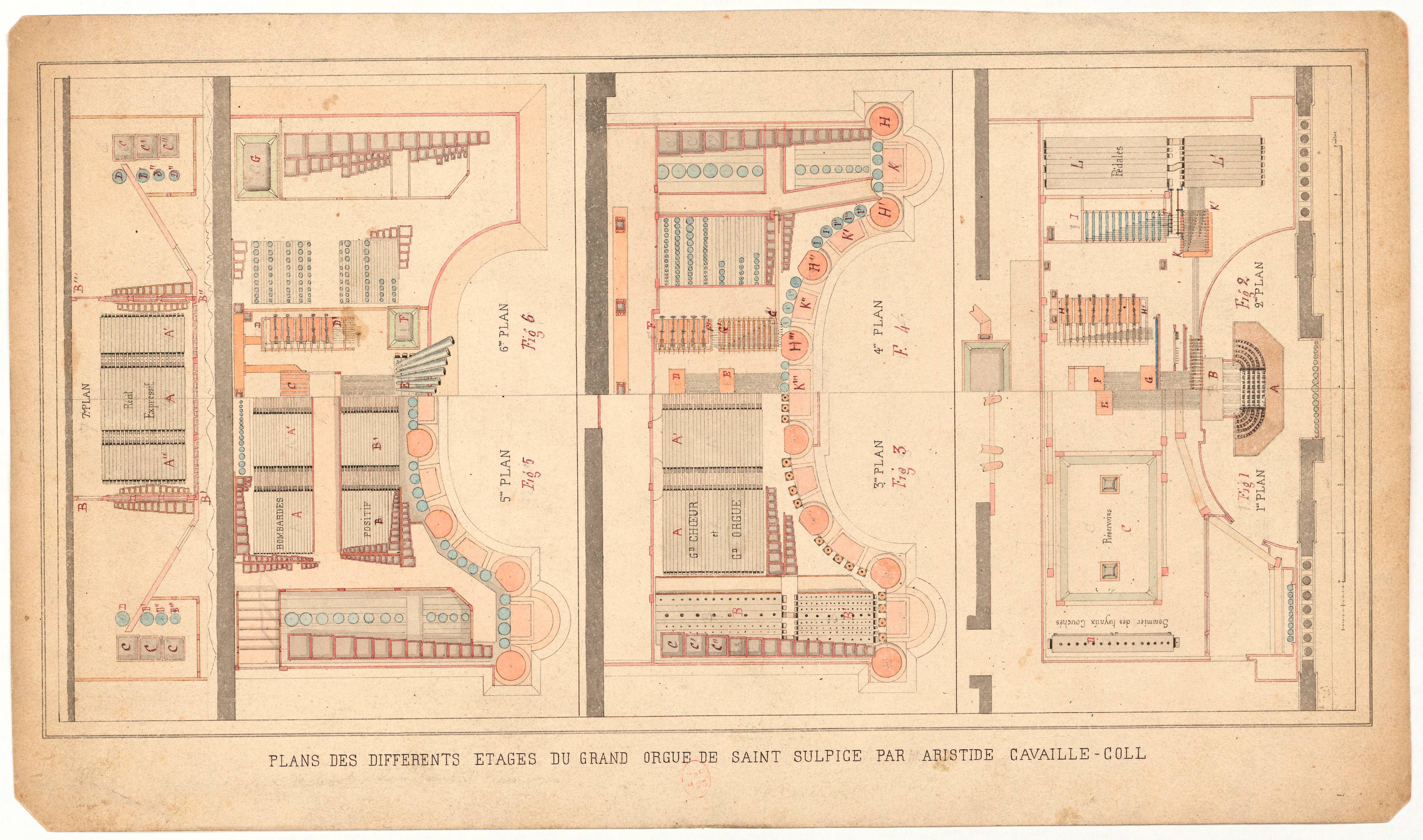
Plans des différents étages du grand orgue de Saint-Sulpice par Aristide Cavaillé-Coll.
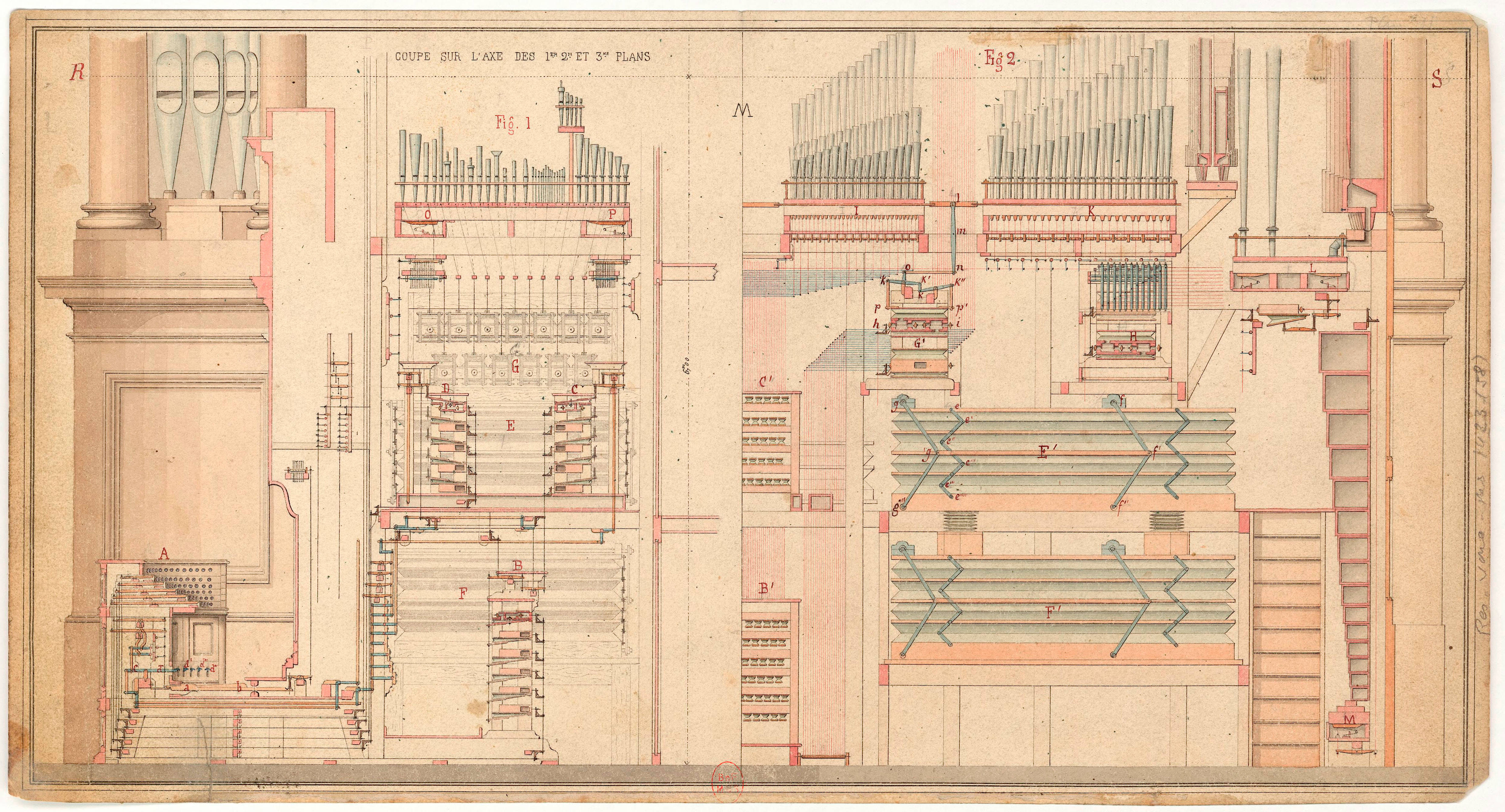
Coupe des 1er, 2e et 3e plans.
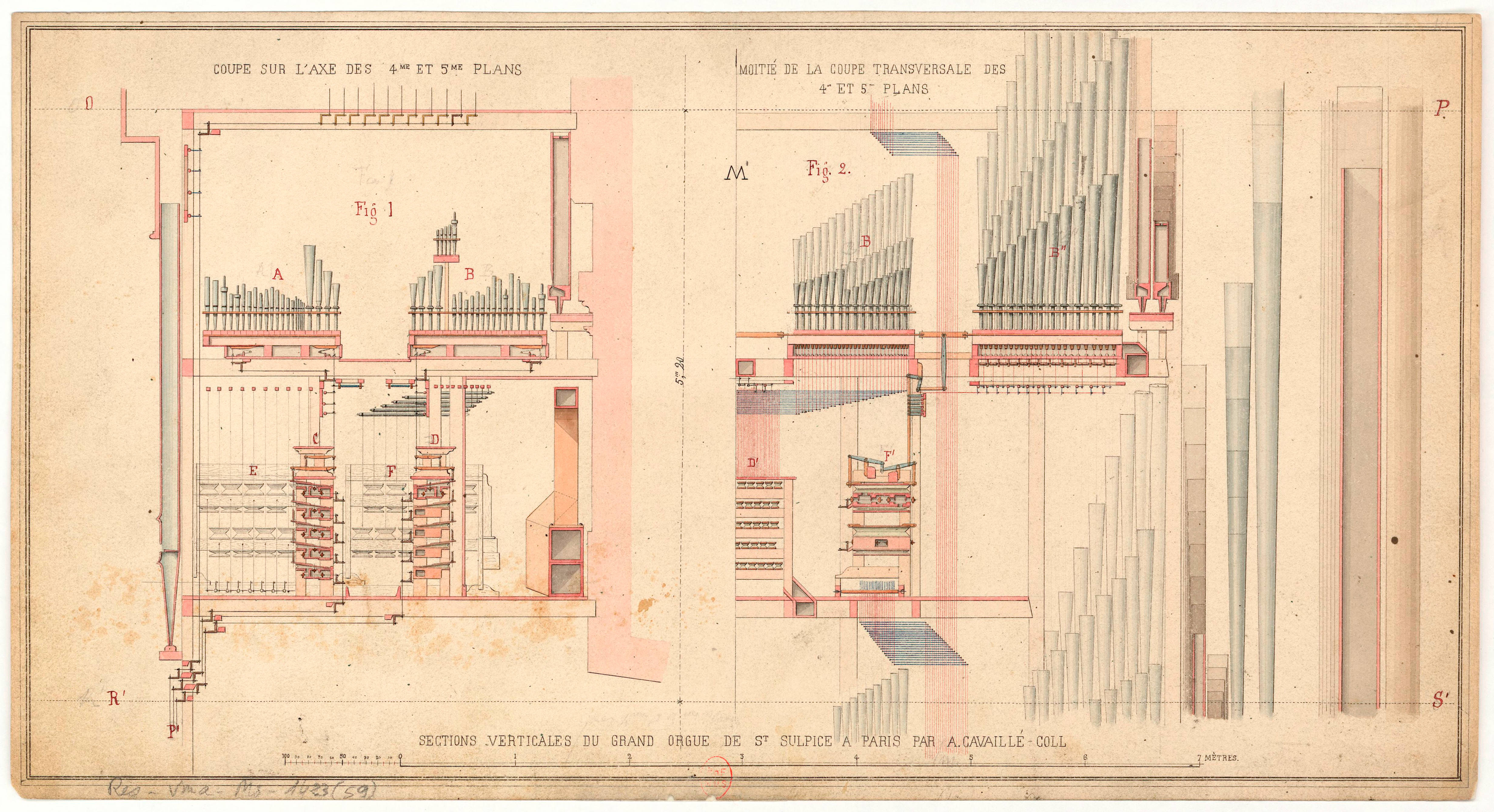
Sections verticales du grand orgue de St-Sulpice à Paris par A. Cavaillé-Coll - Coupe sur l'axe des 4e et 5eplans - Moitié de la coupe transversale des 4e et 5e plans.
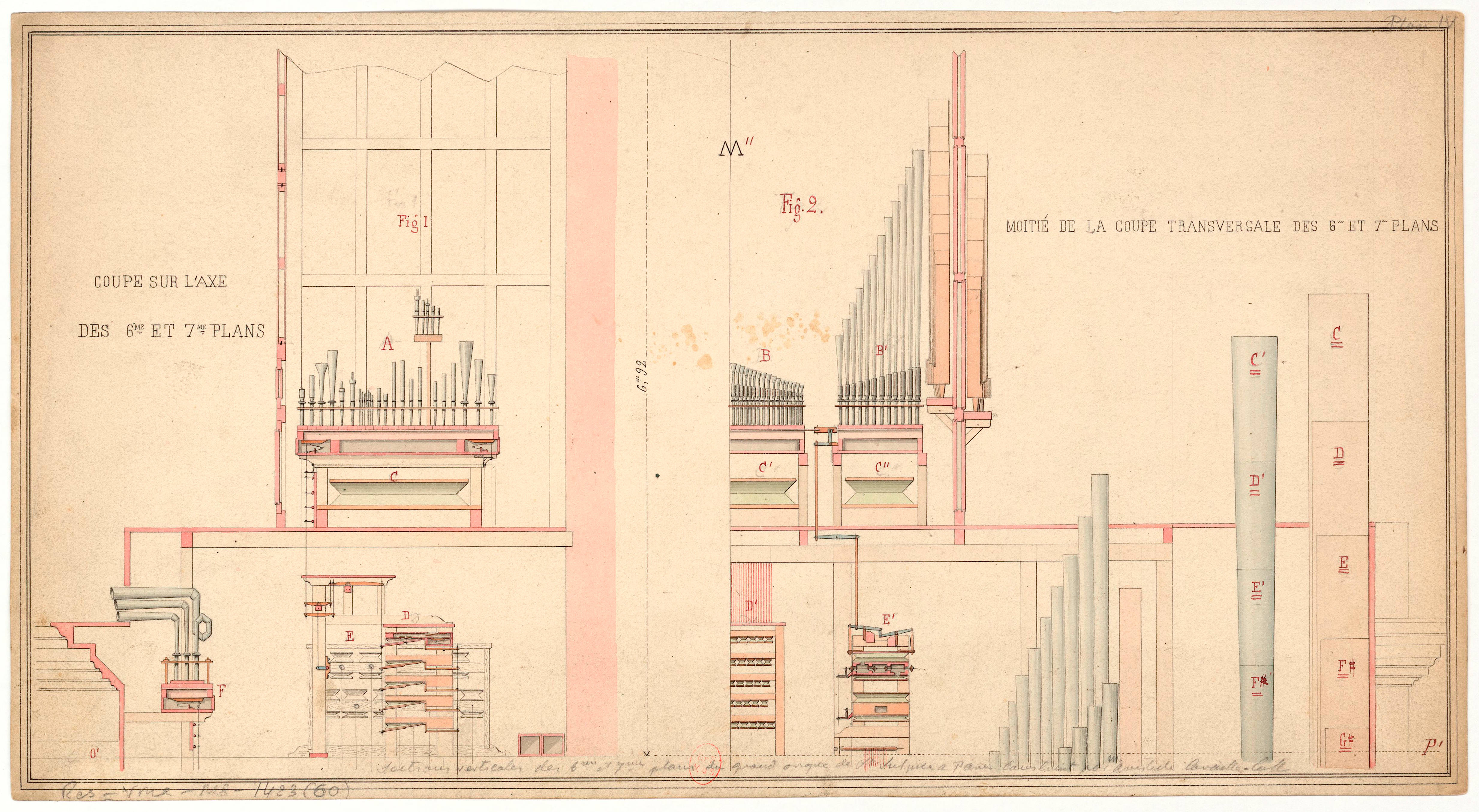
Coupe sur l'axe des 6e et 7e plans - Moitié de la coupe transversale des 6e et 7e plans.
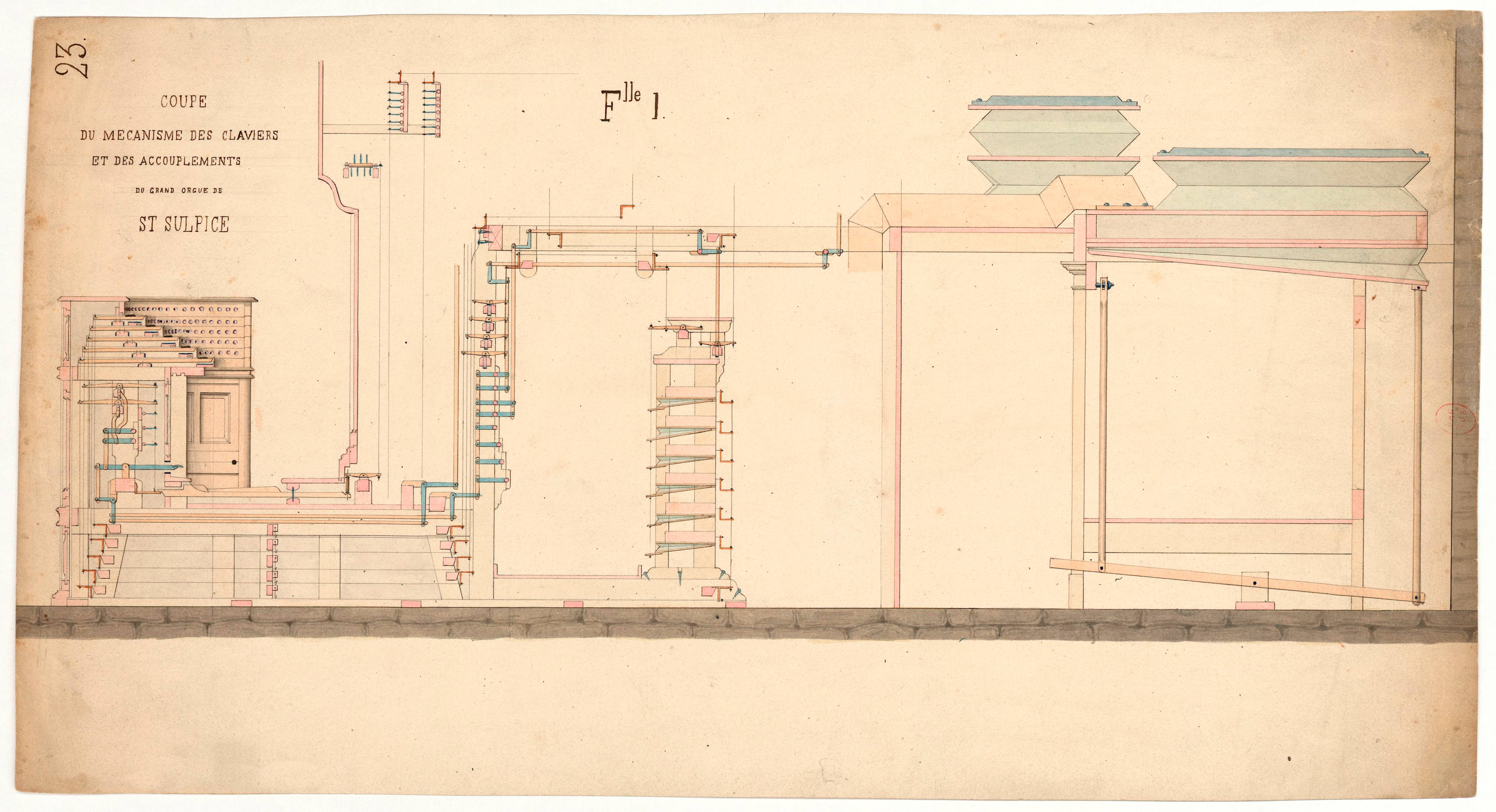
Coupe du mécanisme des claviers et des accouplements du Grand Orgue de St Sulpice.
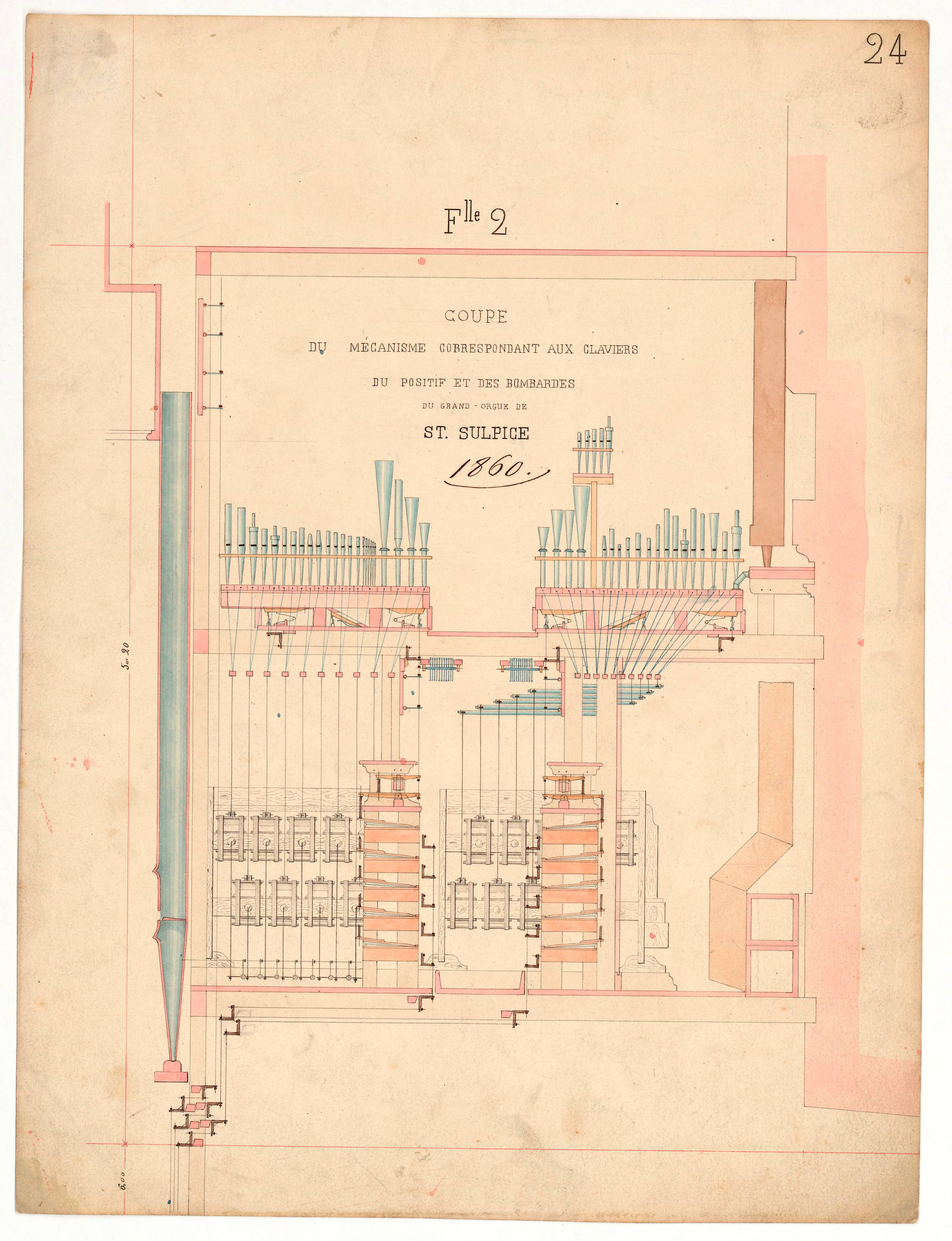
Coupe du mécanisme correspondant aux claviers du Positif et des Bombardes du Grand Orgue de St Sulpice.
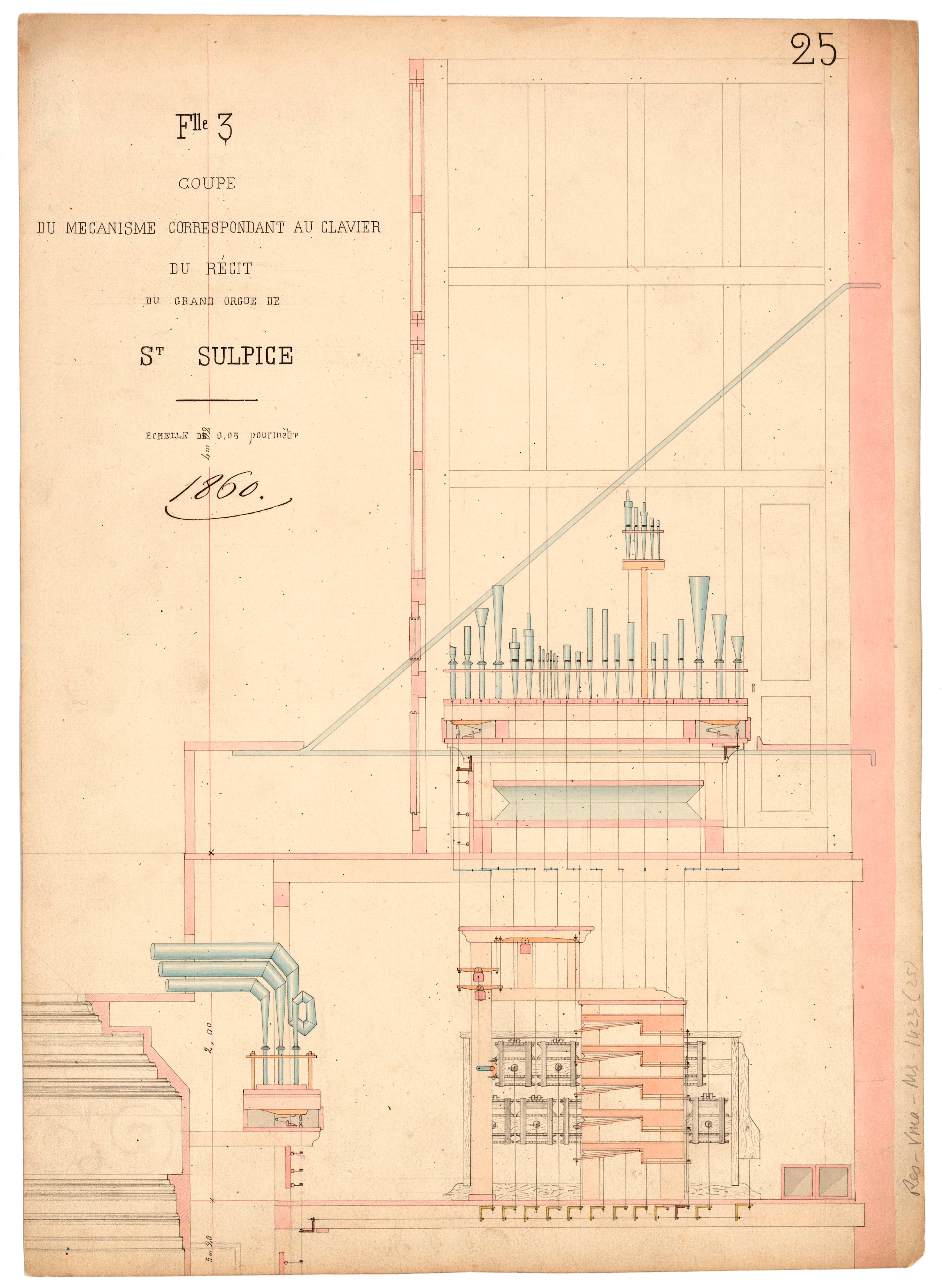
Coupe du mécanisme correspondant au clavier du Récit Grand Orgue de St Sulpice.